# Вузье
Вузье (фр. Vouziers) — коммуна во Франции, находится в регионе Шампань — Арденны, департамент Арденны. Расположена на берегу реки Эна. В Вузье находится могила лётчика Ролана Гарроса.
Первое упоминание относится к XII веку. 11 августа 1999 года в городе наблюдалось полное солнечное затмение.

## Известные уроженцы коммуны
- Тэн, Ипполит